# Szent Metód
Thesszaloniki Metód (Μεθόδιος) vagy egyházi nevén Szent Metód (Thesszaloniké, 815 körül – Velehrad, 885. április 6.) görög szerzetes, hittérítő. Testvérével, Szent Cirill-lel a glagolita ábécé és az óegyházi szláv nyelv megalkotója. Mind a keleti, mind a nyugati katolikus egyháznak kanonizált szentje. Egyike a legjelentősebb keleti egyházatyáknak.

## Fiatalkora
Szent Metód a Bizánci Birodalomhoz tartozó Szaloniki városa közelében született. Apja a bizánci hadsereg tisztje volt. Anyja származását tekintve már a kora középkorban megindult a verseny az egyes szláv népek között. Vannak források, amelyek szerint bolgár származású,  más források szerint örmény. De 14. századból származó krónika szerint akár ruszin származású is lehetett.
Metód fiatal koráról keveset tudunk. Konstantinápoly legjobb tanítóktól tanulhatott, mint testvére, Cirill. Korán kolostorba vonult, ahol a Biblia szláv nyelvre fordításával foglalkozott. Ismereteink szerint mind a négy evangéliumot és a zsoltárok könyvét fordították ószláv nyelvre. Ehhez kidolgozták az ószláv ábécét és megalkották az ószláv liturgikus templomi nyelvet.

## Bolgár misszió
860 körül Cirillel együtt részt vett a bolgárok keresztény hitre térítésében, aminek eredményeképpen I. Borisz bolgár kán bizánci rítus szerint felvette a keresztség és bérmálás szentségét, és 865-ben egész népét is megtérítve elnyerte a cári címet. Metód hazatérte után a bithüniai Olümposz melletti Polükhronion-kolostor főapátja lett.

## Morva misszió
862-ben Rasztiszláv morva fejedelem Bizánctól kért hittérítőket, III. Mikhaél bizánci császár őt és testvérét, Cirillt bízta meg a feladattal. 863-ban érkeztek meg a fejedelem velehradi udvarába, ahol mintegy negyven hónapon át működtek. A germán befolyás megőrzése céljából a szláv nyelvű liturgia bevezetése miatt eretnekséggel vádolták meg a testvéreket, akik, hogy a vád alól felmentsék magukat, Rómába mentek.
Útközben Kocel pannoniai comes (uralkodott 861–876) udvarában töltöttek egy évet, ahol ez alatt az idő alatt ötven szerzetest tanítottak meg a szláv ábécére és a szláv liturgiára. Rómában Konstantin hitvitában sikeresen megvédte a népnyelv liturgikus használatát a csupán a latin, héber és görög nyelvű liturgiát elfogadó ellenzőkkel szemben, ezért II. Hadrián engedélyezte a szláv nyelvű liturgiát és a szláv nyelvre fordított bibliai könyvek terjesztését, Metódot pedig kinevezte Pannonia püspökévé.

## Pannóniai püspöksége
Rómából öccse halála (869. február 14.) után 869-ben egyedül indult vissza a Moráviába a pápától kapott térítő megbízással, amely Kocel területére is érvényes volt. Munkája a cseh törzsek területére és elképzelhető, hogy Dél-Lengyelországra is is kiterjedt.
Kocel és a morva fejedelem is szeretett volna saját püspököt, a pápa azonban eleinte vonakodott ettől, mert közvetlenül akarta kézben tartani a térítést. I. Borisz bolgár kán azonban 870-ben végleg a bizánci kereszténység mellett döntött, mivel ekkor onnan saját metropolitát és alá 10 püspökséget kapott. A pápa okult ebből, és Kocel kérését teljesítve Metódot a 6. század óta betöltetlen sirmiumi püspökké szentelte. Egyben Pannonia érsekévé is kinevezte, működési területéhez a Morva Fejedelemség és Alsó-Pannonia területe tartozott. A dolog furcsasága az volt, hogy Sirmium ekkor már évtizedek óta bolgár fennhatóság alá tartozott, sőt valószínűleg ekkor lett bolgár püspöki székhely. Metód ezért nem foglalhatta el székhelyét.
A püspöki kinevezés újabb konfliktusok forrásává vált közte és a salzburgi érsek között, aki ugyancsak magának tekintette ezeket a területeket, és igyekezett ezeken a területeken a latin nyelvű misézést kötelezővé tenni. Metódot elfogták, 870–871 telén zsinat elé állították és börtönbe vetették, ahonnan  2 és fél évi raboskodás után csak VIII. János pápa határozott fellépése szabadította ki 873-ban.

## Morva érseksége
Metód szabadulásakor Kocel már nem élt, utódja, Gozwin pedig nem támogatta. Pannónia területére tényleges érseki hatalmát már nem kapta vissza ekkor, hanem Morvaországba kellett költöznie, bár névlegesen Pannónia érsekének hívta a pápa még 879-ben is. Pannónia a salzburgi érsek fennhatósága alá került. Moráviában Szvatopluk elkergette a német nyelvű papságot, VIII. János pápa támogatását is élvezve biztosított volt Metód működése és az ószláv liturgia használata, de Metód szerzetesi szigorúsága és az újabb bajor nyomás miatt helyzete ismét kényelmetlenné vált, mert a pápa is szeretett volna valamit lazítani a szláv liturgián, Szvatopluk viszont nem akarta elveszíteni a pápa támogatását.
880-ban Metódot ismét Rómába rendelték, ahol azonban ismét megkapta a pápa teljes támogatását. Metód felkarolásában szerepet játszott, hogy Konstantinápolyban Ignác pátriárka halála után 877-ben ismét Phótiosz lett a pátriárka, akivel V. Miklós pápa korábban már kölcsönösen kiátkozták egymást, de aki annak előtte Metód és testvére fő pártfogója volt. Most Phótiosz VIII. János pápa elismerését kérte, közben sejtetni engedte, hogy hajlandó lenne a bolgár egyházat átengedni Rómának. A pápa hajlott a kérésre, mivel közben az arabok nyomása különösen megnőtt Itáliára. Követeket küldött a 879–880-as konstantinápolyi zsinatra, elismerte a pátriárkát, a bolgár egyház végül mégis maradt Konstantinápoly kezén.
881/882-ben Metód a pápa parancsára hajón Bizáncba utazott, hogy rávegye a császárt a bolgár ügyekben a pápa szándékainak teljesítésére, de kudarcot vallott. 884 közepén tért vissza Moráviába. A Metód-legenda szerint a Duna vidékén találkozott a magyar „királlyal” is. VIII. János 882-ben bekövetkezett halálát követően ismét bizonytalanná vált helyzete.
885-ben súlyosan megbetegedett. Halálos ágyán Gorazdot választotta utódjául, tanítványai székesegyházában temették el. Halálát követően a bajor püspököknek még 885-ben sikerült elérniük, hogy a szláv nyelven történő istentiszteletet a pápa betiltsa Moráviában. Követőinek, tanítványainak egy részét kivégezték, míg mások Bolgárországba és Horvátországba menekültek.
A pápa sem Gorazdot, sem Wichinget nem emelte érseki rangra, így Metód halálával megszűnt a pannon–morva térítő érsekség.
Szent Metód fordította szláv nyelvre a Biblia nagy részét, Ióannész Szkholasztikosz Nomokánonát (egyházi jogszabályok gyűjteménye), valamint egy paterikont. Költői működésének emléke még Szaloniki Szent Demeter emlékére írott kánonja.

## Korabeli életrajza magyar nyelven
- Pannóniai legendák. Cirill és Metód szláv apostolok élete; óegyházi szláv eredeti egyházi szlávra átírt szövegford. Ján Stanislav, ford. F. Kováts Piroska; Madách–Európa, Bratislava–Bp., 1978
- Szent Konstantin-Cirill és Szent Metód élete; ford. F. Kováts Piroska; 2. átdolg. kiad.; Kalligram–Kalligram Polgári Társulás, Pozsony–Dunaszerdahely, 2013

### Hivatkozott források
- ↑ Váczy 1938:  Váczy Péter: Magyarország kereszténysége a honfoglalás korában. Budapest: MTA. 1938.  arch
- ↑ RónaTasHonfoglaló:  Róna-Tas András: A honfoglaló magyar nép: Bevezetés a korai magyar történelem ismeretébe. Budapest: Balassi. 1997.  ISBN 963 506 140 4